# Dayr Saman
Dayr Saman fou el nom que van portar o es va donar a diverses localitats de Síria, derivat de l'existència d'un convent cristià (el nom vol dir 'Convent de Simeó'). N'hi havia algunes a l'entorn de Damasc i altres a la regió d'Antioquia de l'Orontes (on unes muntanyes foren anomenades Djabal Saman).
El lloc més important fou Dayr Saman a uns 40 km al nord d'Alep cèlebre perquè hi va viure Simeó Estilita el Vell. Damnada en temps dels hamdànides en les seves guerres contra l'Imperi Romà d'Orient, fou abandonat en temps dels aiúbides. La basílica de Sant Simó es va transformar en fortalesa (Kalat Saman).
Un altre lloc del mateix nom entre Antioquia i Suwaydiyya (Soueidiyé) és conegut per haver-hi residit Simeó Estilita el Jove.